# Bletchley Park Trust

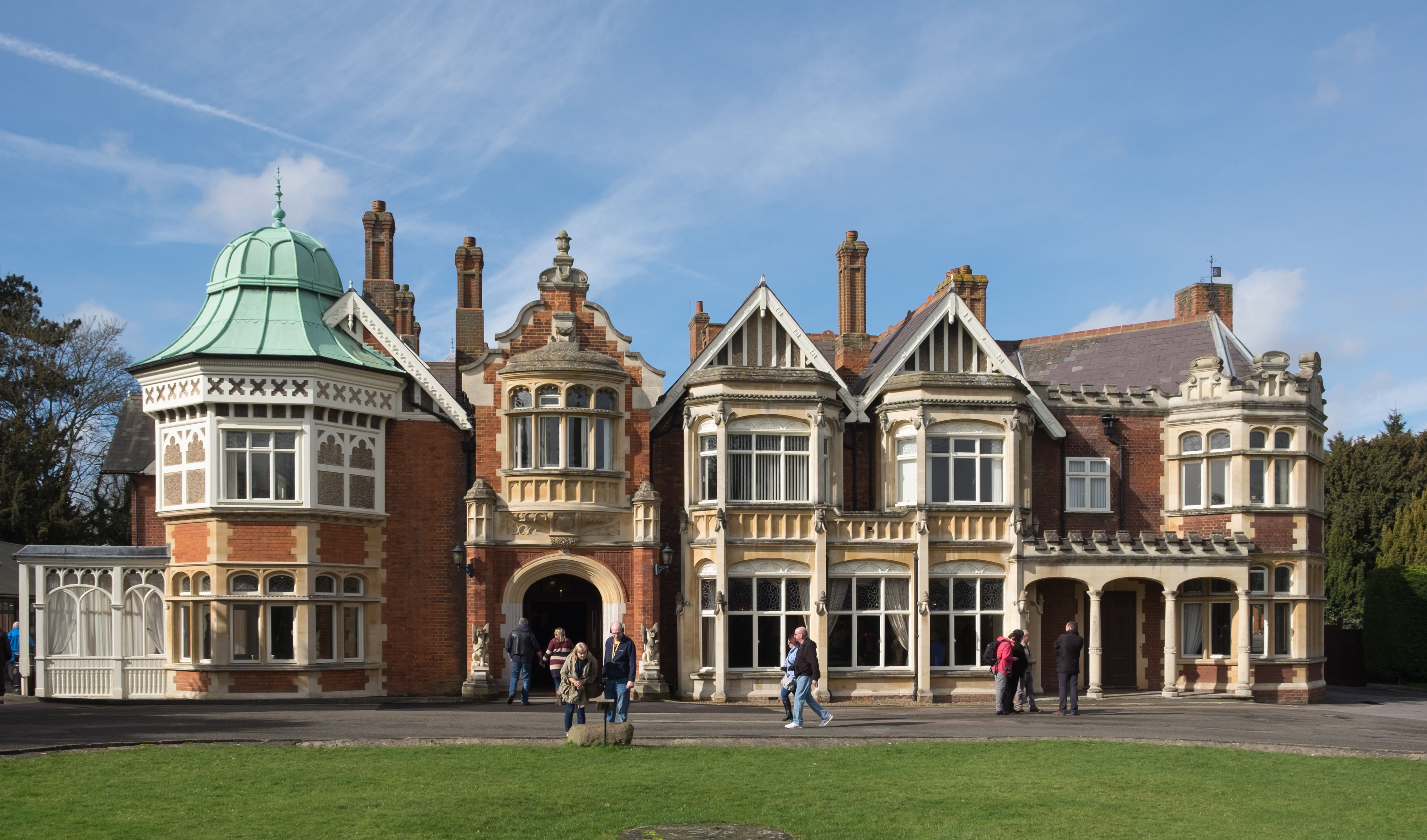
Das Herrenhaus von Bletchley Park war die Zentrale der britischen Codeknacker und ist heute der Mittelpunkt des Museums (2017)

Der Bletchley Park Trust ist eine unter der Nummer 1012743 eingetragene britische gemeinnützige Gesellschaft (englisch registered charity). Zweck des Trusts ist es, das kulturelle Erbe von Bletchley Park (Abkürzung: B.P.) treuhänderisch zu bewahren und für Interessierte zugänglich zu machen. An diesem Ort befand sich während des Zweiten Weltkriegs die zentrale militärische Dienststelle der Streitkräfte des Vereinigten Königreichs, die sich erfolgreich mit der Entzifferung des deutschen Nachrichtenverkehrs befasste.

## Mission
Hauptzweck des Trusts ist es, die geschichtlich relevanten Arbeiten der britischen Codebreakers (deutsch „Codeknacker“) zu bewahren und lebendig zu halten, die an diesem Ort wirkten, und die damit den Verlauf des Weltkrieges beeinflusst haben. Ihre außergewöhnlichen Leistungen sollen auch heutigen Menschen aus aller Welt vermittelt werden, um das Verständnis für die entscheidende Rolle von B.P. im Zweiten Weltkrieg zu wecken, die bis in die heutige Zeit fortwirkt.

## Geschichte
Unmittelbar nach dem Krieg beherbergte B.P. verschiedene Ausbildungsstätten für Lehrer, Postangestellte, Flugsicherungsingenieure und Mitarbeiter der Government Communications Headquarters (GCHQ). Im Jahr 1987, nach 50‑jähriger Arbeit für den britischen Geheimdienst, wurde Bletchley Park als militärische Dienststelle endgültig geschlossen.
Es gab Bestrebungen, das gesamte Gelände zugunsten einer Wohnbebauung inklusive eines Supermarkts abzureißen. Im Jahr 1991 gründete die Bletchley Archaeological and Historical Society (deutsch „Archäologische und historische Gesellschaft von Bletchley“) ein Komitee mit dem Ziel, B.P. für die Nachwelt zu retten. Es gelang, den Stadtrat von Milton Keynes zu überzeugen, und der größte Teil von Bletchley Park wurde zum Naturschutzgebiet erklärt. Der Bletchley Park Trust wurde gegründet und im Jahr 1994 eröffnete dessen Schirmherr, der Herzog von Kent, Prince Edward, das Gelände offiziell als Museum für die Öffentlichkeit. Im Juni 1999 erhielt der Trust eine 250‑jährige Pacht für die wichtigsten historischen Bereiche des Parks. Im Jahr 2009 folgte eine erfolgreiche Bewerbung für Unterstützung durch den Heritage Lottery Fund (nationale Lotterie).
Bletchley Park ist heute ein sich selbst finanzierendes Museum und eine historische Besucherstätte mit jährlich über 250.000 Besuchern. Es wird ständig erweitert und verbessert und weitere Gebäude werden restauriert und der Öffentlichkeit zugänglich gemacht. Bletchley Park ist täglich geöffnet und wird vom Bletchley Park Trust verwaltet.